# Pseudicius similis
Pseudicius similis är en spindelart som först beskrevs av Berland, Millot 1941.  Pseudicius similis ingår i släktet Pseudicius och familjen hoppspindlar. Inga underarter finns listade i Catalogue of Life.